# Úszás az 1996. évi nyári olimpiai játékokon
Az 1996. évi nyári olimpiai játékokon az úszásban harminckét versenyszámban avattak olimpiai bajnokot. Az előző, 1992. évi olimpia úszóversenyeihez képest a program a női 4 × 200 méteres gyorsváltóval bővült. Ez a versenyszám 1908 óta szerepel a férfi úszás műsorán, női úszásban azonban ezen az olimpián írták ki először.

## Éremtáblázat
(A táblázatokban a rendező ország csapata és a magyar csapat eltérő háttérszínnel, az egyes számoszlopok legmagasabb értéke, vagy értékei vastagítással kiemelve.)
| Az 1996. évi nyári olimpiai játékok éremtáblázata úszásban | Az 1996. évi nyári olimpiai játékok éremtáblázata úszásban | Az 1996. évi nyári olimpiai játékok éremtáblázata úszásban | Az 1996. évi nyári olimpiai játékok éremtáblázata úszásban | Az 1996. évi nyári olimpiai játékok éremtáblázata úszásban | Olimpia  |
| ---------------------------------------------------------- | ---------------------------------------------------------- | ---------------------------------------------------------- | ---------------------------------------------------------- | ---------------------------------------------------------- | -------- |
|                                                            | Ország                                                     | Arany                                                      | Ezüst                                                      | Bronz                                                      | Összesen |
| 1.                                                         | Egyesült Államok (USA)                                     | 13                                                         | 11                                                         | 2                                                          | 26       |
| 2.                                                         | Oroszország (RUS)                                          | 4                                                          | 2                                                          | 2                                                          | 8        |
| 3.                                                         | Magyarország (HUN)                                         | 3                                                          | 1                                                          | 2                                                          | 6        |
| 4.                                                         | Írország (IRL)                                             | 3                                                          | 0                                                          | 1                                                          | 4        |
| 5.                                                         | Ausztrália (AUS)                                           | 2                                                          | 4                                                          | 6                                                          | 12       |
| 6.                                                         | Dél-afrikai Köztársaság (RSA)                              | 2                                                          | 0                                                          | 1                                                          | 3        |
| 7.                                                         | Új-Zéland (NZL)                                            | 2                                                          | 0                                                          | 0                                                          | 2        |
| 8.                                                         | Kína (CHN)                                                 | 1                                                          | 3                                                          | 2                                                          | 6        |
| 9.                                                         | Belgium (BEL)                                              | 1                                                          | 0                                                          | 0                                                          | 1        |
| 9.                                                         | Costa Rica (CRC)                                           | 1                                                          | 0                                                          | 0                                                          | 1        |
|                                                            |                                                            |                                                            |                                                            |                                                            |          |
| 11.                                                        | Németország (GER)                                          | 0                                                          | 5                                                          | 7                                                          | 12       |
| 12.                                                        | Brazília (BRA)                                             | 0                                                          | 1                                                          | 2                                                          | 3        |
| 12.                                                        | Kanada (CAN)                                               | 0                                                          | 1                                                          | 2                                                          | 3        |
| 14.                                                        | Kuba (CUB)                                                 | 0                                                          | 1                                                          | 1                                                          | 2        |
| 14.                                                        | Nagy-Britannia (GBR)                                       | 0                                                          | 1                                                          | 1                                                          | 2        |
| 16.                                                        | Finnország (FIN)                                           | 0                                                          | 1                                                          | 0                                                          | 1        |
| 16.                                                        | Svédország (SWE)                                           | 0                                                          | 1                                                          | 0                                                          | 1        |
|                                                            |                                                            |                                                            |                                                            |                                                            |          |
| 18.                                                        | Hollandia (NED)                                            | 0                                                          | 0                                                          | 2                                                          | 2        |
| 19.                                                        | Olaszország (ITA)                                          | 0                                                          | 0                                                          | 1                                                          | 1        |
|                                                            |                                                            |                                                            |                                                            |                                                            |          |
| Összesen                                                   | Összesen                                                   | 32                                                         | 32                                                         | 32                                                         | 96       |

## Férfi
Férfi úszásban tizenhat – tizenhárom egyéni és három váltó – versenyszámot írtak ki.

### Éremtáblázat
| Az 1996. évi nyári olimpiai játékok éremtáblázata férfi úszásban | Az 1996. évi nyári olimpiai játékok éremtáblázata férfi úszásban | Az 1996. évi nyári olimpiai játékok éremtáblázata férfi úszásban | Az 1996. évi nyári olimpiai játékok éremtáblázata férfi úszásban | Az 1996. évi nyári olimpiai játékok éremtáblázata férfi úszásban | Olimpia  |
| ---------------------------------------------------------------- | ---------------------------------------------------------------- | ---------------------------------------------------------------- | ---------------------------------------------------------------- | ---------------------------------------------------------------- | -------- |
|                                                                  | Ország                                                           | Arany                                                            | Ezüst                                                            | Bronz                                                            | Összesen |
| 1.                                                               | Egyesült Államok (USA)                                           | 6                                                                | 6                                                                | 0                                                                | 12       |
| 2.                                                               | Oroszország (RUS)                                                | 4                                                                | 2                                                                | 2                                                                | 8        |
| 3.                                                               | Magyarország (HUN)                                               | 2                                                                | 1                                                                | 0                                                                | 3        |
| 4.                                                               | Új-Zéland (NZL)                                                  | 2                                                                | 0                                                                | 0                                                                | 2        |
| 5.                                                               | Ausztrália (AUS)                                                 | 1                                                                | 2                                                                | 4                                                                | 7        |
| 6.                                                               | Belgium (BEL)                                                    | 1                                                                | 0                                                                | 0                                                                | 1        |
|                                                                  |                                                                  |                                                                  |                                                                  |                                                                  |          |
| 7.                                                               | Brazília (BRA)                                                   | 0                                                                | 1                                                                | 2                                                                | 3        |
| 8.                                                               | Kuba (CUB)                                                       | 0                                                                | 1                                                                | 1                                                                | 2        |
| 8.                                                               | Nagy-Britannia (GBR)                                             | 0                                                                | 1                                                                | 1                                                                | 2        |
| 10.                                                              | Finnország (FIN)                                                 | 0                                                                | 1                                                                | 0                                                                | 1        |
| 10.                                                              | Svédország (SWE)                                                 | 0                                                                | 1                                                                | 0                                                                | 1        |
|                                                                  |                                                                  |                                                                  |                                                                  |                                                                  |          |
| 12.                                                              | Németország (GER)                                                | 0                                                                | 0                                                                | 3                                                                | 3        |
| 13.                                                              | Kanada (CAN)                                                     | 0                                                                | 0                                                                | 2                                                                | 2        |
| 14.                                                              | Olaszország (ITA)                                                | 0                                                                | 0                                                                | 1                                                                | 1        |
|                                                                  |                                                                  |                                                                  |                                                                  |                                                                  |          |
| Összesen                                                         | Összesen                                                         | 16                                                               | 16                                                               | 16                                                               | 48       |

### Érmesek
- WR – világrekord
- OR – olimpiai rekord

| Az 1996. évi nyári olimpiai játékok érmesei férfi úszásban | |          | |          | |          |
| Versenyszám                                                | Arany | Arany    | Ezüst | Ezüst    | Bronz | Bronz    |
| 50 m gyors                                                 | Alekszandr Popov · Oroszország (RUS) | 22,13    | Gary Hall · Egyesült Államok (USA) | 22,26    | Fernando Scherer · Brazília (BRA)                                                                                               | 22,29    |
| 100 m gyors                                                | Alekszandr Popov · Oroszország (RUS) | 48,74    | Gary Hall · Egyesült Államok (USA) | 48,81    | Gustavo Borges · Brazília (BRA)                                                                                                 | 49,02    |
| 200 m gyors                                                | Danyon Loader · Új-Zéland (NZL) | 1:47,63  | Gustavo Borges · Brazília (BRA) | 1:48,08  | Daniel Kowalski · Ausztrália (AUS)                                                                                              | 1:48,25  |
| 400 m gyors                                                | Danyon Loader · Új-Zéland (NZL) | 3:47,97  | Paul Palmer · Nagy-Britannia (GBR) | 3:49,00  | Daniel Kowalski · Ausztrália (AUS)                                                                                              | 3:49,39  |
| 1500 m gyors                                               | Kieren Perkins · Ausztrália (AUS) | 14:56,40 | Daniel Kowalski · Ausztrália (AUS) | 15:02,43 | Graeme Smith · Nagy-Britannia (GBR)                                                                                             | 15:02,48 |
| 100 m hát                                                  | Jeff Rouse · Egyesült Államok (USA) | 54,10    | Rodolfo Falcón · Kuba (CUB) | 54,98    | Neisser Bent · Kuba (CUB) | 55,02    |
| 200 m hát                                                  | Brad Bridgewater · Egyesült Államok (USA)                                                                                                  | 1:58,54  | Tripp Schwenk · Egyesült Államok (USA) | 1:58,99  | Emanuele Merisi · Olaszország (ITA)                                                                                             | 1:59,18  |
| 100 m mell                                                 | Fred Deburghgraeve · Belgium (BEL) | 1:00,65  | Jeremy Linn · Egyesült Államok (USA) | 1:00,77  | Mark Warnecke · Németország (GER)                                                                                               | 1:01,33  |
| 200 m mell                                                 | Rózsa Norbert · Magyarország (HUN) | 2:12,57  | Güttler Károly · Magyarország (HUN) | 2:13,03  | Andrej Kornyejev · Oroszország (RUS)                                                                                            | 2:13,17  |
| 100 m pillangó                                             | Gyenyisz Pankratov · Oroszország (RUS) | 52,27    | Scott Miller · Ausztrália (AUS) | 52,53    | Vlagyiszlav Kulikov · Oroszország (RUS)                                                                                         | 53,13    |
| 200 m pillangó                                             | Gyenyisz Pankratov · Oroszország (RUS) | 1:56,51  | Tom Malchow · Egyesült Államok (USA) | 1:57,44  | Scott Goodman · Ausztrália (AUS)                                                                                                | 1:57,48  |
| 200 m vegyes                                               | Czene Attila · Magyarország (HUN) | 1:59,91  | Jani Sievinen · Finnország (FIN) | 2:00,13  | Curtis Myden · Kanada (CAN) | 2:01,13  |
| 400 m vegyes                                               | Tom Dolan · Egyesült Államok (USA) | 4:14,90  | Eric Namesnik · Egyesült Államok (USA) | 4:15,25  | Curtis Myden · Kanada (CAN) | 4:16,28  |
| 4 × 100 m gyorsváltó                                       | Egyesült Államok (USA) · Jon Olsen · Josh Davis · Brad Schumacher · Gary Hall · David Fox* · Scott Tucker*                                 | 3:15,41  | Oroszország (RUS) · Roman Jegorov · Alekszandr Popov · Vlagyimir Predkin · Vlagyimir Pisnyenko · Gyenyisz Pimankov* · Konsztantyin Uskov*                         | 3:17,06  | Németország (GER) · Christian Tröger · Bengt Zikarsky · Björn Zikarsky · Mark Pinger · Alexander Lüderitz*                      | 3:17,20  |
| 4 × 200 m gyorsváltó                                       | Egyesült Államok (USA) · Josh Davis · Joe Hudepohl · Brad Schumacher · Ryan Berube · Jon Olsen*                                            | 7:14,84  | Svédország (SWE) · Christer Wallin · Anders Holmertz · Lars Frölander · Anders Lyrbring                                                                           | 7:17,56  | Németország (GER) · Aimo Heilmann · Christian Keller · Christian Tröger · Steffen Zesner · Konstantin Dubrovin* · Oliver Lampe* | 7:17,71  |
| 4 × 100 m vegyes váltó                                     | Egyesült Államok (USA) · Jeff Rouse · Jeremy Linn · Mark Henderson · Gary Hall · Josh Davis* · Kurt Grote* · John Hargis* · Tripp Schwenk* | 3:34,84  | Oroszország (RUS) · Vlagyimir Szelkov · Sztanyiszlav Lopuhov · Gyenyisz Pankratov · Alekszandr Popov · Roman Ivanovszkij* · Vlagyiszlav Kulikov* · Roman Jegorov* | 3:37,55  | Ausztrália (AUS) · Steven Dewick · Phil Rogers · Scott Miller · Michael Klim · Toby Haenen*                                     | 3:39,56  |

* - a versenyző az előfutamban vett részt, és kapott is érmet

## Női
Női úszásban tizenhat – tizenhárom egyéni és három váltó – versenyszámot írtak ki.

### Éremtáblázat
| Az 1996. évi nyári olimpiai játékok éremtáblázata női úszásban | Az 1996. évi nyári olimpiai játékok éremtáblázata női úszásban | Az 1996. évi nyári olimpiai játékok éremtáblázata női úszásban | Az 1996. évi nyári olimpiai játékok éremtáblázata női úszásban | Az 1996. évi nyári olimpiai játékok éremtáblázata női úszásban | Olimpia  |
| -------------------------------------------------------------- | -------------------------------------------------------------- | -------------------------------------------------------------- | -------------------------------------------------------------- | -------------------------------------------------------------- | -------- |
|                                                                | Ország                                                         | Arany                                                          | Ezüst                                                          | Bronz                                                          | Összesen |
| 1.                                                             | Egyesült Államok (USA)                                         | 7                                                              | 5                                                              | 2                                                              | 14       |
| 2.                                                             | Írország (IRL)                                                 | 3                                                              | 0                                                              | 1                                                              | 4        |
| 3.                                                             | Dél-afrikai Köztársaság (RSA)                                  | 2                                                              | 0                                                              | 1                                                              | 3        |
| 4.                                                             | Kína (CHN)                                                     | 1                                                              | 3                                                              | 2                                                              | 6        |
| 5.                                                             | Ausztrália (AUS)                                               | 1                                                              | 2                                                              | 2                                                              | 5        |
| 6.                                                             | Magyarország (HUN)                                             | 1                                                              | 0                                                              | 2                                                              | 3        |
| 7.                                                             | Costa Rica (CRC)                                               | 1                                                              | 0                                                              | 0                                                              | 1        |
|                                                                |                                                                |                                                                |                                                                |                                                                |          |
| 8.                                                             | Németország (GER)                                              | 0                                                              | 5                                                              | 4                                                              | 9        |
| 9.                                                             | Kanada (CAN)                                                   | 0                                                              | 1                                                              | 0                                                              | 1        |
|                                                                |                                                                |                                                                |                                                                |                                                                |          |
| 10.                                                            | Hollandia (NED)                                                | 0                                                              | 0                                                              | 2                                                              | 2        |
|                                                                |                                                                |                                                                |                                                                |                                                                |          |
| Összesen                                                       | Összesen                                                       | 16                                                             | 16                                                             | 16                                                             | 48       |

### Érmesek
| Az 1996. évi nyári olimpiai játékok érmesei női úszásban |                                                                                               |            | |         | |         |
| Versenyszám                                              | Arany                                                                                         | Arany      | Ezüst                                                                                                 | Ezüst   | Bronz | Bronz   |
| 50 m gyors                                               | Amy Van Dyken · Egyesült Államok (USA)                                                        | 24,87      | Lö Csing-ji (Le Jingyi) · Kína (CHN)                                                                  | 24,90   | Sandra Völker · Németország (GER)                                                                         | 25,14   |
| 100 m gyors                                              | Lö Csing-ji (Le Jingyi) · Kína (CHN)                                                          | 54,50      | Sandra Völker · Németország (GER)                                                                     | 54,88   | Angel Martino · Egyesült Államok (USA)                                                                    | 54,93   |
| 200 m gyors                                              | Claudia Poll · Costa Rica (CRC)                                                               | 1:58,16    | Franziska van Almsick · Németország (GER)                                                             | 1:58,57 | Dagmar Hase · Németország (GER)                                                                           | 1:59,56 |
| 400 m gyors                                              | Michelle Smith · Írország (IRL)                                                               | 4:07,25    | Dagmar Hase · Németország (GER)                                                                       | 4:08,30 | Kirsten Vlieghuis · Hollandia (NED)                                                                       | 4:08,70 |
| 800 m gyors                                              | Brooke Bennett · Egyesült Államok (USA)                                                       | 8:27,89    | Dagmar Hase · Németország (GER)                                                                       | 8:29,91 | Kirsten Vlieghuis · Hollandia (NED)                                                                       | 8:30,84 |
| 100 m hát                                                | Beth Botsford · Egyesült Államok (USA)                                                        | 1:01,19    | Whitney Hedgepeth · Egyesült Államok (USA)                                                            | 1:01,47 | Marianne Kriel · Dél-afrikai Köztársaság (RSA)                                                            | 1:02,12 |
| 200 m hát                                                | Egerszegi Krisztina · Magyarország (HUN)                                                      | 2:07,83    | Whitney Hedgepeth · Egyesült Államok (USA)                                                            | 2:11,98 | Cathleen Rund · Németország (GER)                                                                         | 2:12,06 |
| 100 m mell                                               | Penelope Heyns · Dél-afrikai Köztársaság (RSA)                                                | 1:07,73    | Amanda Beard · Egyesült Államok (USA)                                                                 | 1:08,09 | Samantha Riley · Ausztrália (AUS)                                                                         | 1:09,18 |
| 200 m mell                                               | Penelope Heyns · Dél-afrikai Köztársaság (RSA)                                                | 2:25,41 OR | Amanda Beard · Egyesült Államok (USA)                                                                 | 2:25,75 | Kovács Ágnes · Magyarország (HUN)                                                                         | 2:26,57 |
| 100 m pillangó                                           | Amy Van Dyken · Egyesült Államok (USA)                                                        | 59,13      | Liu Li-min · Kína (CHN)                                                                               | 59,14   | Angel Martino · Egyesült Államok (USA)                                                                    | 59,23   |
| 200 m pillangó                                           | Susie O'Neill · Ausztrália (AUS)                                                              | 2:07,76    | Petria Thomas · Ausztrália (AUS)                                                                      | 2:09,82 | Michelle Smith · Írország (IRL)                                                                           | 2:09,91 |
| 200 m vegyes                                             | Michelle Smith · Írország (IRL)                                                               | 2:13,93    | Marianne Limpert · Kanada (CAN)                                                                       | 2:14,35 | Lin Li · Kína (CHN)                                                                                       | 2:14,74 |
| 400 m vegyes                                             | Michelle Smith · Írország (IRL)                                                               | 4:39,18    | Allison Wagner · Egyesült Államok (USA)                                                               | 4:42,03 | Egerszegi Krisztina · Magyarország (HUN)                                                                  | 4:42,53 |
| 4×100 m gyorsváltó                                       | Egyesült Államok (USA) · Angel Martino · Amy Van Dyken · Catherine Fox · Jenny Thompson       | 3:39,29    | Kína (CHN) · Lö Csing-ji (Le Jingyi) · Csao Na (Chao Na) · Nien Jün (Nian Yun) · San Jing (Shan Ying) | 3:40,48 | Németország (GER) · Sandra Völker · Simone Osygus · Antje Buschschulte · Franziska van Almsick            | 3:41,48 |
| 4×200 m gyorsváltó                                       | Egyesült Államok (USA) · Trina Jackson · Cristina Teuscher · Sheila Taormina · Jenny Thompson | 7:59,87    | Németország (GER) · Franziska van Almsick · Kerstin Kielgass · Anke Scholz · Dagmar Hase              | 8:01,55 | Ausztrália (AUS) · Julia Greville · Nicole Stevenson · Emma Johnson · Susan O'Neill                       | 8:05,47 |
| 4×100 m vegyes váltó                                     | Egyesült Államok (USA) · Beth Botsford · Amanda Beard · Angel Martino · Amy Van Dyken         | 4:02,88    | Ausztrália (AUS) · Nicole Stevenson · Samantha Riley · Susan O'Neill · Sarah Ryan                     | 4:05,08 | Kína (CHN) · Csen Jen (Chen Yan) · Han Hszüe (Han Xue) · Caj Huj-csüe (Cai Huijue) · San Jing (Shan Ying) | 4:07,34 |